# Khaled Ba Wazir
Khalid Abdul raheem Mohamed Salem Bawazir, meglio noto come Khaled Ba Wazir (in arabo خالد با وزير‎?; 8 maggio 1995), è un calciatore emiratino, centrocampista del Sharjah e della nazionale emiratina .

## Palmarès

### Club

#### Competizioni nazionali
- UAE Arabian Gulf Cup: 2

Al Wahda: 2015-2016, 2017-2018
- UAE Super Cup: 2

Al Wahda: 2018
Sharjah: 2022
- Coppa del Presidente degli Emirati Arabi Uniti: 1

Sharjah: 2022-2023

#### Competizioni internazionali
- AFC Champions League Two: 1

Sharjah: 2024-2025